# Dampierre-sous-Bouhy
Dampierre-sous-Bouhy è un comune francese di 462 abitanti situato nel dipartimento della Nièvre nella regione della Borgogna-Franca Contea.

## Società

### Evoluzione demografica
Abitanti censiti